# Pelekium microphyllum
Pelekium microphyllum är en bladmossart som beskrevs av T. Koponen och Andries Touw 2003. Pelekium microphyllum ingår i släktet Pelekium och familjen Thuidiaceae. Inga underarter finns listade i Catalogue of Life.